# El Gran Dalmuti
El Gran Dalmuti es un juego de cartas diseñado por Richard Garfield, creador de Magic: el encuentro y publicado en 1995 por Wizards of the Coast y en 2008 en español por Devir Iberia. El juego ganó el premio al mejor juego mental de Mensa en 1995 y se ha convertido en un clásico.

## Juego
El Gran Dalmuti consta de un juego completo de 80 cartas, no ampliable. Pueden jugar 4 o más personas, siendo el número ideal entre 5 y 8. Cada jugador comienza situado en una clase social determinada por su colocación en la mesa, dentro de una jerarquía feudal. Mediante los trucos del juego, pueden cambiar de clase y, por ende, de posición en la mesa.
Los personajes posibles son:
| Carta              | Rango       |
| ------------------ | ----------- |
| Bufón              | 13          |
| Campesinos         | 12          |
| Picapedrero        | 11          |
| Pastora            | 10          |
| Cocinera           | 9           |
| Albañil            | 8           |
| Costurera          | 7           |
| Caballero          | 6           |
| Abadesa            | 5           |
| Baronesa           | 4           |
| Sherif del Condado | 3           |
| Arzobispo          | 2           |
| Dalmuti            | 1 y ganador |

1. ↑  Si bien los bufones jugados individualmente o entre ellos son las cartas de menor rango, jugados en conjunto con otras cartas pasan a tener el mismo rango que ellas.